# Карпинський міський округ
Карпи́нський міський округ (рос. Карпинский городской округ) — адміністративна одиниця Свердловської області Російської Федерації.
Адміністративний центр — місто Карпинськ.

## Населення
Населення міського округу становить 29291 особа (2018; 31859 у 2010, 33869 у 2002).

## Склад
До складу міського округу входять 7 населених пунктів:
| Населений пункт         | Населення, осіб (2002) | Населення, осіб (2010) |
| ----------------------- | ---------------------- | ---------------------- |
| Антипинський, селище    | 53                     | 46                     |
| Верхня Косьва, селище   | 0                      | 0                      |
| Веселовка, селище       | 299                    | 167                    |
| Каквінські Печі, селище | 205                    | 150                    |
| Карпинськ, місто        | 31216                  | 29113                  |
| Китлим, селище          | 887                    | 1374                   |
| Нова Княсьпа, селище    | 118                    | 36                     |
| Сосновка, селище        | 1091                   | 973                    |
| Усть-Типил, селище      | 0                      | 0                      |

26 квітня 2016 року були ліквідовані селища Верхня Косьва та Усть-Типил.